# Ениши

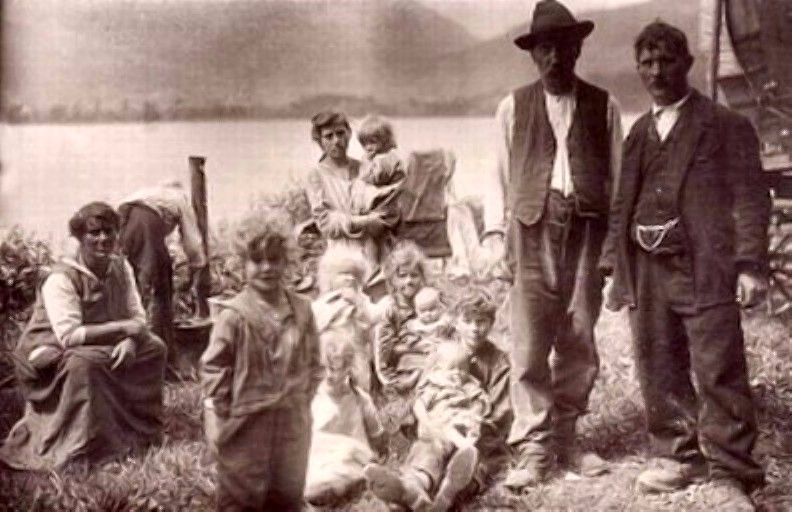
Ениши на озере Лауэрцер-Зе, Швейцария, 1928

Е́ниши (нем. Jenische, также самоназвание), «кочующие», «белые цыгане» — этнографическая и социальная группа разнородного происхождения, проживающая в Центральной и Западной Европе, в основном в области вокруг Рейна (Германия, Швейцария, Австрия, Франция, Бельгия, Люксембург). Исторически ениши возникли в начале XVIII века как потомки маргинализировавшихся групп населения (в основном немецкоязычного). К кочевому образу жизни перешла лишь небольшая часть енишей.
Кроме Швейцарии, ениши не признаны ни в одной из стран Европы как национальное меньшинство. В годы Второй мировой войны гитлеровцы преследовали енишей наряду с близкими им по образу жизни цыганами. Так, с декабря 1942 года Адольф Эйхман, по приказу Генриха Гиммлера и по согласованию с Артуром Небе и Отто Тираком приравнял енишей и так называемых «цыганских полукровок» (нем: Zigeunermischlinge)   к «чистокровным/полным цыганам» (нем.: Voll Zigeuner). В том же декабре 1942 года и до ранней весны 1943 года происходили аресты и депортации в Освенцим, Дахау и Бухенвальд всех оставшихся на свободе немецких цыган,так называемых «цыганских полукровок» и енишей. Были арестованы даже те, кто служил в немецкой армии и имевшие боевые награды. Бо́льшая часть из депортированных погибла.
В современной Швейцарии ениши рассматриваются властями как одна из групп цыган. Швейцарские ениши активно взаимодействуют с цыганами-синти, тогда как в других европейских странах ениши активно отделяют себя от цыган.
Ениши говорят на особом енишском жаргоне, грамматически близком к швейцарским диалектам немецкого языка.

## Распространение
Группы енишей задокументированы в немецкоязычных странах, во Франции, Бенилюксе и Италии, однако в большинстве этих стран их учёт не ведётся. Лишь в Швейцарии, где у енишей существует официально зарегистрированная организация, их число по состоянию на начало 1980-х гг. оценивается в 25 000—35 000 человек «как минимум частично енишского происхождения». При этом количество регулярно активных кочевых енишей в Швейцарии по состоянию на 1999 г. оценивается всего лишь в 2500 человек. Енишский язык и традиции сохраняются также среди некоторой части некочевого населения.

## Правовой статус

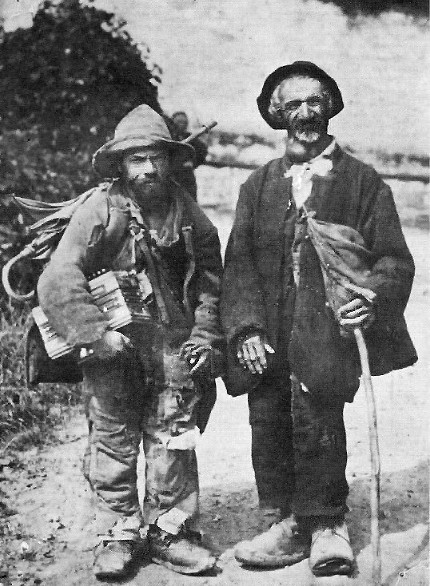
Ениши в Муотатале (Швейцария), конец XIX века

В большинстве европейских стран ениши не имеют официального признания.
Особая ситуация существует в Швейцарии. «Кочевники», имеющие гражданство Швейцарии, с 1998 г., после ратификации Рамочной конвенции о защите национальных меньшинств Европы признаны в качестве национального меньшинства под названием Fahrende, буквально «путешествующие», независимо от того, ведёт ли конкретный представитель этноса оседлый или кочевой образ жизни.
В Швейцарии енишский жаргон после ратификации Европейской хартии региональных языков 1997 года получил статус «языка без территориальной привязки».
Вплоть до начала 1970-х годов швейцарское правительство проводило полуофициальную политику институционализации взрослых енишей как «душевнобольных» и предпринимало меры по адаптации детей до уровня «нормальных» швейцарских граждан в рамках усилий по ликвидации культуры енишей. Название этой программы — «Kinder der Landstrasse» («дети просёлков»). 590 детей были отняты у родителей и переданы в сиротские приюты, психиатрические учреждения и даже тюрьмы.
Перед федеральными органами Швейцарии интересы енишей представляет основанное в 1975 г. «Общество путешествующих на колёсах по большой дороге» (нем. Radgenossenschaft der Landstrasse), которое наряду с енишами, представляет также и другие «кочевые» народы — рома и синти. Общество получает субвенции (целевые субсидии) от государства. С 1979 г. Общество является членом Международного союза цыган (IRU). Несмотря на это, официальная позиция общества состоит в отстаивании интересов енишей как отдельного народа.
Согласно международным договорам Швейцарии и приговору Федерального суда, кантональные власти обязаны предоставлять кочующим группам енишей место для стоянок и переездов, а также обеспечивать возможность посещения школ для детей школьного возраста.

## Искусство и культура

### Енишское наречие и литература

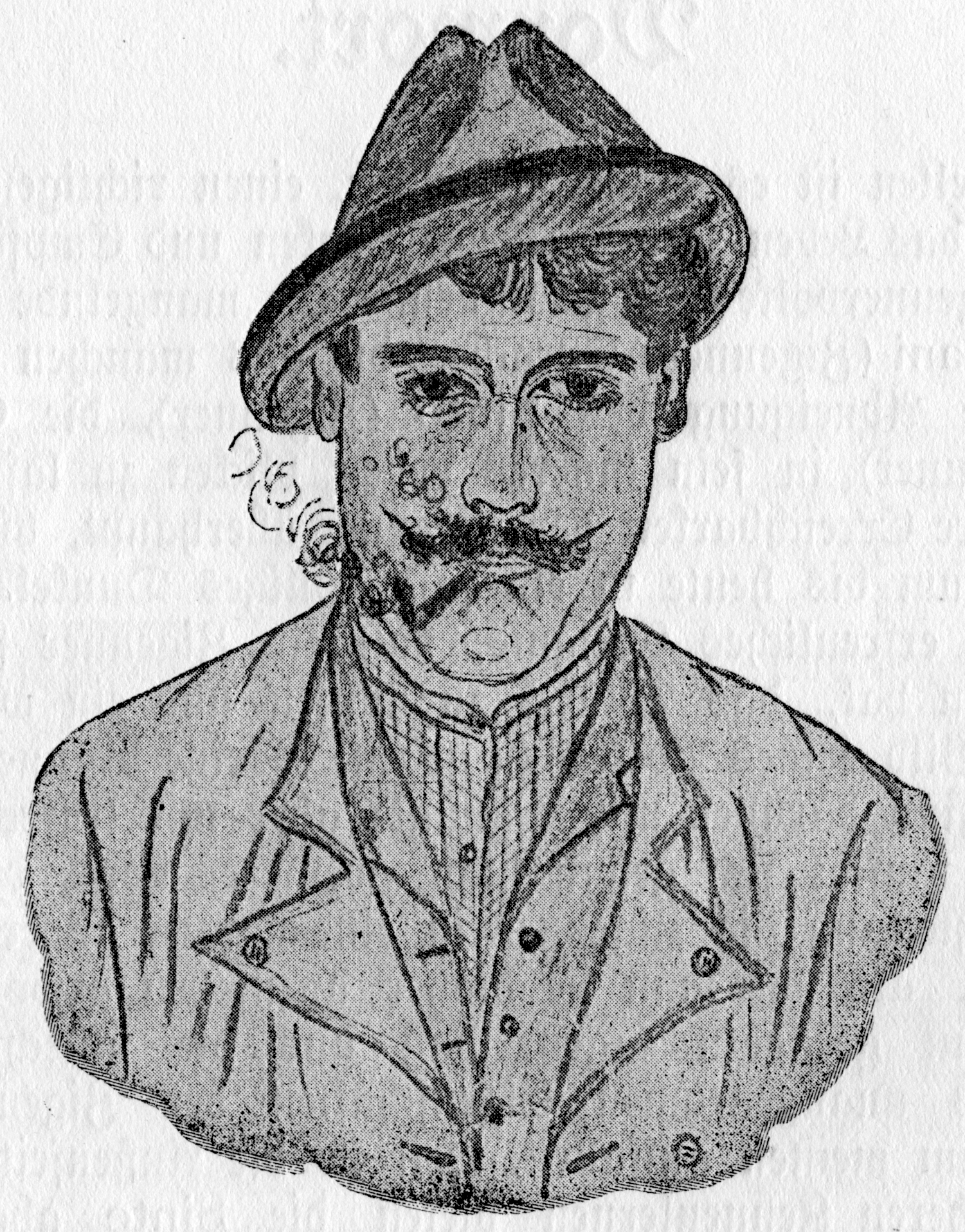
Автопортрет Э. Виттиха

В Германии писатель Энгельберт Виттих (1878—1937) проводил фольклорные и культурологические исследования синти и енишей, а также публиковал стихи и песни на енишском жаргоне.
Швейцарский писатель-ениш Альберт Миндер (1879—1965) опубликовал в 1948 году книгу «Korber-Chronik», где описал обычаи енишей в Швейцарии XIX — начала XX веков.
Воспоминания швейцарской писательницы Мариэллы Мер (род. 1947) о своём детстве, когда она стала жертвой программы по насильственному «окультуриванию» енишей (см. выше), получили международную известность.
Австрийский писатель-ениш Ромед Мунгенаст (1953—2006) опубликовал на немецком языке и на енишском жаргоне краткие тексты и стихи.
Австрийская писательница Симоне Шёнетт (род. 1972) в своём романе «Im Moos» описала своё детство.
Швейцарский писатель-ениш Петер Пауль Мозер (1926—2003) опубликовал в собственном издательстве трёхтомную автобиографию, где привёл большое количество документов о своей истории как жертвы программы по «окультуриванию» енишей.
Швейцарский журналист-ениш Венанц Нобель (род. 1956) публикует на немецком языке статьи в газетах и журналах об истории енишей и их жизни в настоящее время.
Хельга Рёдер (род. 1929) опубликовала два документально-биографических романа.

### Праздники и культурные мероприятия

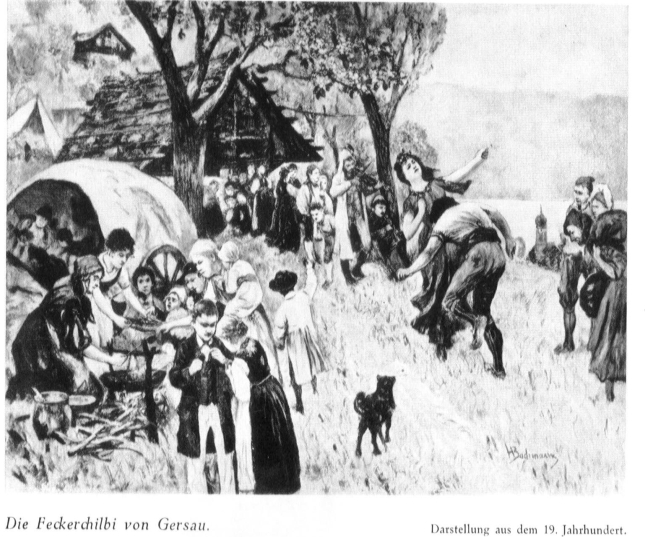
Феккерхильби в XIX веке

В период 1722—1817 в коммуне Герзау (до 1798 г. — самостоятельной республике) на Фирвальдштетском озере ежегодно проводился праздник под названием «феккерхильби». Слово «феккер» («Fecker», «Fekker») в швейцарском диалекте немецкого языка — уничижительный термин для кочевников независимо от национальной принадлежности. Это была ярмарка, где продавались изделия традиционного промысла, проводились развлечения. В 1832 г. ярмарка была запрещена. В настоящее время, после возникновения организации, представляющей интересы енишей, традиция проведения ярмарки возрождается, она вновь проводится с 1982 г. В празднике участвуют также цыгане-синти.
Аналогичный праздник под названием Fête de la Brocante проводится с 1973 г. в коммуне Ландерн (Лё-Ландерон). В этом празднике наряду с енишами также принимают участие синти.
Большинство праздников и культурных мероприятий среди енишей происходят в узком кругу. К общественным праздникам относятся некоторые паломничества, а также феккерхильби.